# Olivella (Spagna)
Olivella è un comune spagnolo di 1 453 abitanti situato nella comunità autonoma della Catalogna.